# Sarah Lavin
Sarah Kate Lavin (ur. 28 maja 1994) – irlandzka lekkoatletka specjalizująca się w biegach płotkarskich.
Brązowa medalistka olimpijskiego festiwalu młodzieży Europy w 2011. Rok później startowała na juniorskich mistrzostwach świata w Barcelonie, na których nie ukończyła biegu półfinałowego. Rok później sięgnęła po srebrny medal mistrzostw Europy juniorów w Rieti.
Złota medalistka mistrzostw Irlandii oraz reprezentantka kraju na drużynowych mistrzostwach Europy.
Rekordy życiowe: bieg na 60 metrów przez płotki (hala) – 7,90 (3 marca 2024, Glasgow); bieg na 100 metrów przez płotki – 12,62 (23 sierpnia 2023, Budapeszt) rekord Irlandii.

## Osiągnięcia
| Rok  | Impreza                                   | Miejsce   | Konkurencja                | Lokata     | Wynik |
| ---- | ----------------------------------------- | --------- | -------------------------- | ---------- | ----- |
| 2011 | Olimpijski festiwal młodzieży Europy      | Trabzon   | bieg na 100 m przez płotki | 3. miejsce | 13,62 |
| 2012 | Mistrzostwa świata juniorów               | Barcelona | bieg na 100 m przez płotki | półfinał   | DNF   |
| 2013 | I liga drużynowych mistrzostw Europy      | Dublin    | bieg na 100 m przez płotki | 5. miejsce | 13,54 |
| 2013 | I liga drużynowych mistrzostw Europy      | Dublin    | sztafeta 4 × 100 m         | 2. miejsce | 44,82 |
| 2013 | Mistrzostwa Europy juniorów               | Rieti     | bieg na 100 m przez płotki | 2. miejsce | 13,34 |
| 2014 | Mistrzostwa Europy                        | Zurych    | bieg na 100 m przez płotki | eliminacje | 13,35 |
| 2014 | Mistrzostwa Europy                        | Zurych    | sztafeta 4 × 100 m         | eliminacje | 43,84 |
| 2015 | I liga drużynowych mistrzostw Europy      | Heraklion | bieg na 100 m przez płotki | 6. miejsce | 13,58 |
| 2015 | Młodzieżowe mistrzostwa Europy            | Tallinn   | bieg na 100 m przez płotki | eliminacje | 13,87 |
| 2017 | I liga drużynowych mistrzostw Europy      | Vaasa     | bieg na 100 m przez płotki | 8. miejsce | 13,84 |
| 2017 | Uniwersjada                               | Tajpej    | bieg na 100 m przez płotki | półfinał   | 13,64 |
| 2019 | Uniwersjada                               | Neapol    | bieg na 100 m przez płotki | 4. miejsce | 13,28 |
| 2019 | I liga drużynowych mistrzostw Europy      | Sandnes   | bieg na 100 m przez płotki | –          | DQ    |
| 2021 | Halowe mistrzostwa Europy                 | Toruń     | bieg na 60 m przez płotki  | półfinał   | 8,07  |
| 2021 | World Athletics Relays                    | Chorzów   | sztafeta 4 × 100 m         | eliminacje | 44,53 |
| 2021 | Igrzyska olimpijskie                      | Tokio     | bieg na 100 m przez płotki | eliminacje | 13,16 |
| 2022 | Halowe mistrzostwa świata                 | Belgrad   | bieg na 60 m przez płotki  | 7. miejsce | 8,09  |
| 2022 | Mistrzostwa świata                        | Eugene    | bieg na 100 m przez płotki | półfinał   | 12,87 |
| 2022 | Mistrzostwa Europy                        | Monachium | bieg na 100 m przez płotki | 5. miejsce | 12,86 |
| 2023 | Halowe mistrzostwa Europy                 | Stambuł   | bieg na 60 m przez płotki  | 6. miejsce | 8,03  |
| 2023 | III dywizja drużynowych mistrzostw Europy | Chorzów   | bieg na 100 m przez płotki | 1. miejsce | 12,82 |
| 2023 | Mistrzostwa świata                        | Budapeszt | bieg na 100 m przez płotki | półfinał   | 12,62 |
| 2024 | Halowe mistrzostwa świata                 | Glasgow   | bieg na 60 m przez płotki  | 5. miejsce | 7,91  |
| 2024 | Mistrzostwa Europy                        | Rzym      | bieg na 100 m przez płotki | 7. miejsce | 12,94 |
| 2024 | Igrzyska olimpijskie                      | Paryż     | bieg na 100 m przez płotki | półfinał   | 12,69 |
| 2025 | Halowe mistrzostwa Europy                 | Apeldoorn | bieg na 60 m przez płotki  | 4. miejsce | 7,92  |
| 2025 | Halowe mistrzostwa świata                 | Nankin    | bieg na 60 m przez płotki  | półfinał   | 8,14  |
| 2025 | II dywizja drużynowych mistrzostw Europy  | Maribor   | bieg na 100 m przez płotki | 1. miejsce | 12,82 |
| 2025 | II dywizja drużynowych mistrzostw Europy  | Maribor   | sztafeta 4 × 100 m         | 3. miejsce | 43,97 |